# Josep Andreu
Josep Andreu Abelló (Montblanch, 8 de noviembre de 1906 - Madrid, 31 de mayo de 1993) fue un jurista y político español identificado con las posiciones del nacionalismo catalán. Fue uno de los cofundadores de Esquerra Republicana de Catalunya.

## Biografía
Abelló estudió derecho en la Universidad de Zaragoza y la de Barcelona. Como abogado ejerció en Reus. Militó en las Juventudes Nacionalistas y en el Fomento Nacionalista Republicano, del cual fue presidente en Reus en 1930.
En 1931 participó en la fundación del ERC.
Durante la transición llegaría a entrevistarse personalmente con Antonio García-Trevijano, en los momentos preparatorios de la Junta Democrática de España, para que su partido se adhiriese a la oposición al régimen de Francisco Franco en la clandestinidad.

## Segunda República
En 1932 fue diputado en Tarragona y participó en la aprobación del estatuto de autonomía de Cataluña (el conocido como "Estatuto de Núria"). Desde 1934 hasta 1939 presidió el Club de Natación Reus Ploms. En 1936 fue nombrado Presidente de la Audiencia Territorial de Barcelona y del Tribunal de Casación, durante el cargo sufrió un atentado anarquista el 2 de agosto de 1937. 

## Exilio
En 1939 Andreu marchó al exilio, primero a París y después a México vía Nueva York. Junto con Indalecio  Prieto  manejaba los  fondos trasladados allí en el yate Vita.
Años después se establece en la ciudad de Tánger (Marruecos). Allí fundó y presidió el BIM (Banco Inmobiliario de Marruecos), después BIMM (Banco Inmobiliario y Mercantil de Marruecos), y trabajó en la clandestinidad contra la dictadura franquista. Y allí comenzó a fraguar su millonaria fortuna.

## Retorno del exilio
Volvió a España en 1964 durante la dictadura de Franco y fue detenido y multado varias veces. Fue consejero en la Banca Catalana de Jordi Pujol. A mediados de los setenta promovió la Asamblea de Cataluña. En 1976 abandonó ERC y se afilió al PSC-Congrés. En 1977 fue presidente de la Asamblea de Parlamentarios y presidió la Comisión de los 20, que redactó el proyecto del Estatuto, y la de los 21, que negoció su aprobación. Fue diputado por Barcelona desde el año 1977 hasta 1979, presidente de la Comisión de Comercio y Turismo y senador desde 1979 hasta 1986 (dos legislaturas). Murió el 31 de mayo de 1993.